# Пеггі Мічел
Пеггі Мічел (англ. Peggy Michel; нар. 2 лютого 1949) — колишня американська тенісистка.
Здобула 3 парні титули.
Перемагала на турнірах Великого шолома в парному розряді.

## Фінали турнірів Великого шолома

### Парний розряд 4 (3–1)
| Результат | Рік  | Турнір                                 | Покриття | Партнерка            | Суперниці                    | Рахунок       |
| --------- | ---- | -------------------------------------- | -------- | -------------------- | ---------------------------- | ------------- |
| Поразка   | 1969 | Вімблдонський турнір                   | Трава    | Патті Гоган          | Маргарет Корт Джуді Тегарт   | 7–9, 2–6      |
| Перемога  | 1974 | Відкритий чемпіонат Австралії з тенісу | Трава    | Івонн Гулагонг-Коулі | Керрі Мелвілл Керрі Гарріс   | 7–5, 6–3      |
| Перемога  | 1974 | Вімблдонський турнір                   | Трава    | Івонн Гулагонг       | Гелен Гурлей Карен Крантцке  | 2–6, 6–4, 6–3 |
| Перемога  | 1975 | Відкритий чемпіонат Австралії з тенісу | Трава    | Івонн Гулагонг       | Маргарет Корт Ольга Морозова | 7–6, 7–6      |